# Spaelotis stotzneri
Spaelotis stotzneri là một loài bướm đêm trong họ Noctuidae.